# Giovanni del Sega

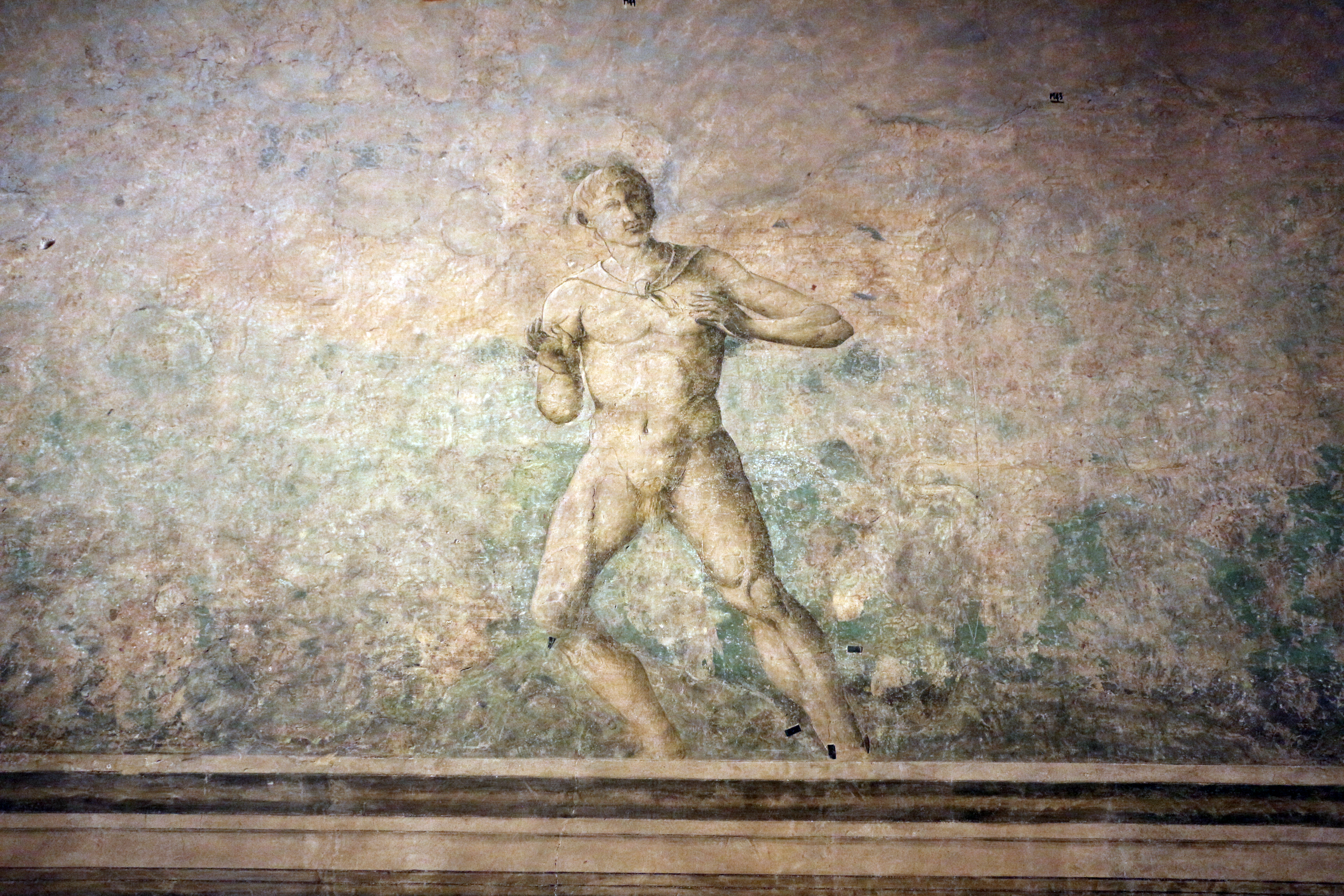
Un affresco all'interno del Castello dei Pio a Carpi (1506)

Giovanni del Sega (Forlì, 1450 circa – 1527) è stato un pittore italiano del Rinascimento.

## Biografia
Fu allievo di Melozzo da Forlì ed attivo principalmente a Carpi. Collaborò alla decorazione, oggi perduta, della facciata del Castello dei Pio. In quel castello dipinse anche affreschi per la Sala dei Mori, un'Annunciazione.